# Sårvatj (Jokkmokks socken, Lappland, 739431-167067)
Sårvatj är en sjö i Jokkmokks kommun i Lappland och ingår i Luleälvens huvudavrinningsområde. Sjön har en area på 0,569 kvadratkilometer och ligger 308 meter över havet. Sjön avvattnas av vattendraget Talvatissjöbäcken.

## Delavrinningsområde
Sårvatj ingår i det delavrinningsområde (739330-167395) som SMHI kallar för Inloppet i Stor-Skabram. Medelhöjden är 318 meter över havet och ytan är 16,23 kvadratkilometer. Det finns inga avrinningsområden uppströms utan avrinningsområdet är högsta punkten. Talvatissjöbäcken som avvattnar avrinningsområdet har biflödesordning 3, vilket innebär att vattnet flödar genom totalt 3 vattendrag innan det når havet efter 181 kilometer. Avrinningsområdet består mestadels av skog (74 procent) och sankmarker (16 procent). Avrinningsområdet har 1,11 kvadratkilometer vattenytor vilket ger det en sjöprocent på 6,9 procent.